# Klein Curazao
Klein Curazao (en neerlandés: Klein Curaçao «pequeña Curazao») es una islote del mar Caribe, pertenece administrativamente a Curazao.

## Características
Es un pequeño islote deshabitado ubicado a 28 kilómetros al sureste de la isla de Curazao de la que proviene el nombre de esta isla, "pequeña Curazao". Las únicas cosas que destacan en la isla son un viejo faro y unas casas de playa.
Pequeños botes visitan la isla todos los días, está guardada por los guardacostas de las Antillas neerlandesas. Entre las principales actividades económicas destacan el turismo, sobre todo el buceo y paseos en botes.

## Galería

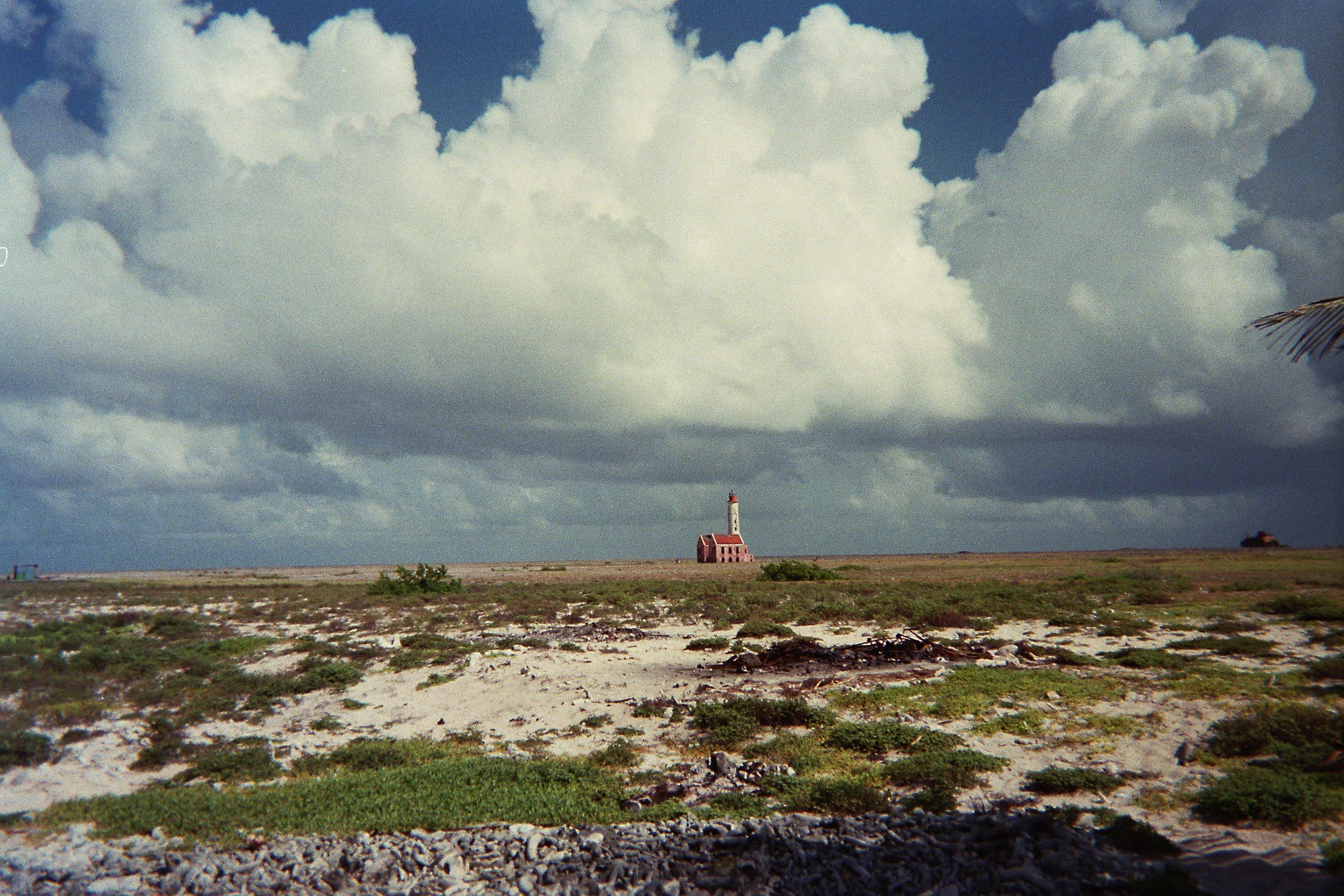
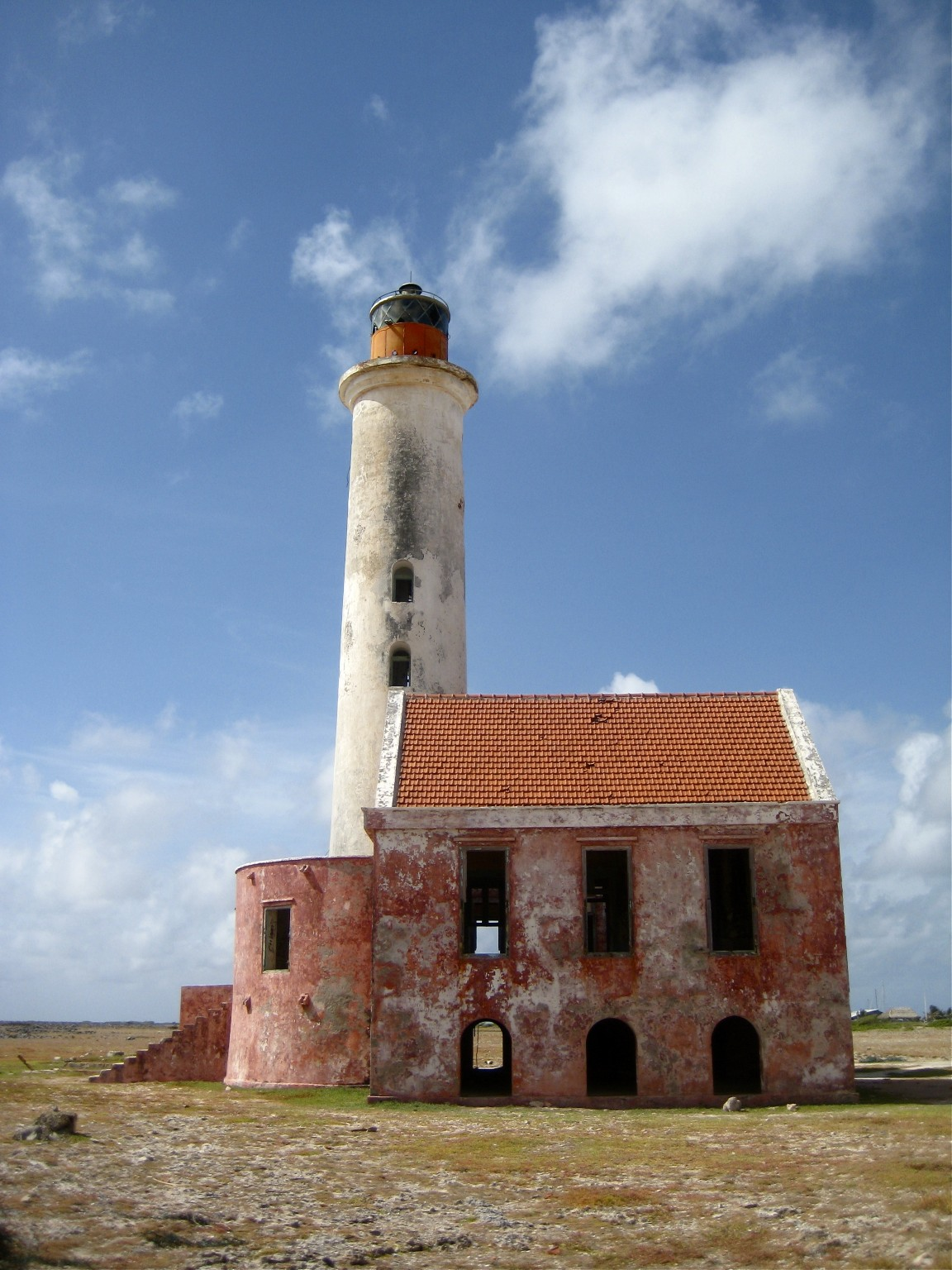
Faro en la isla de Klein Curazao
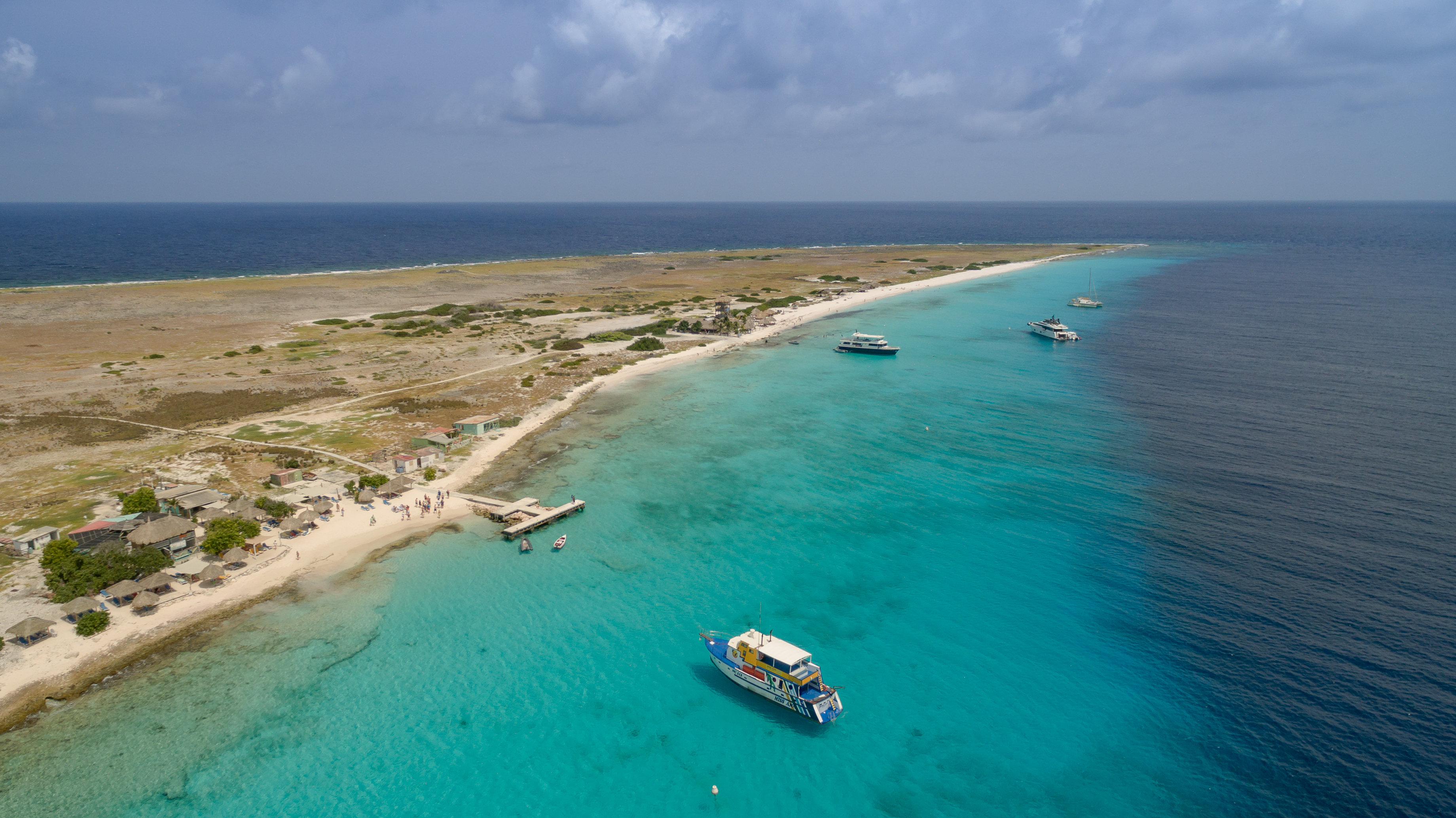
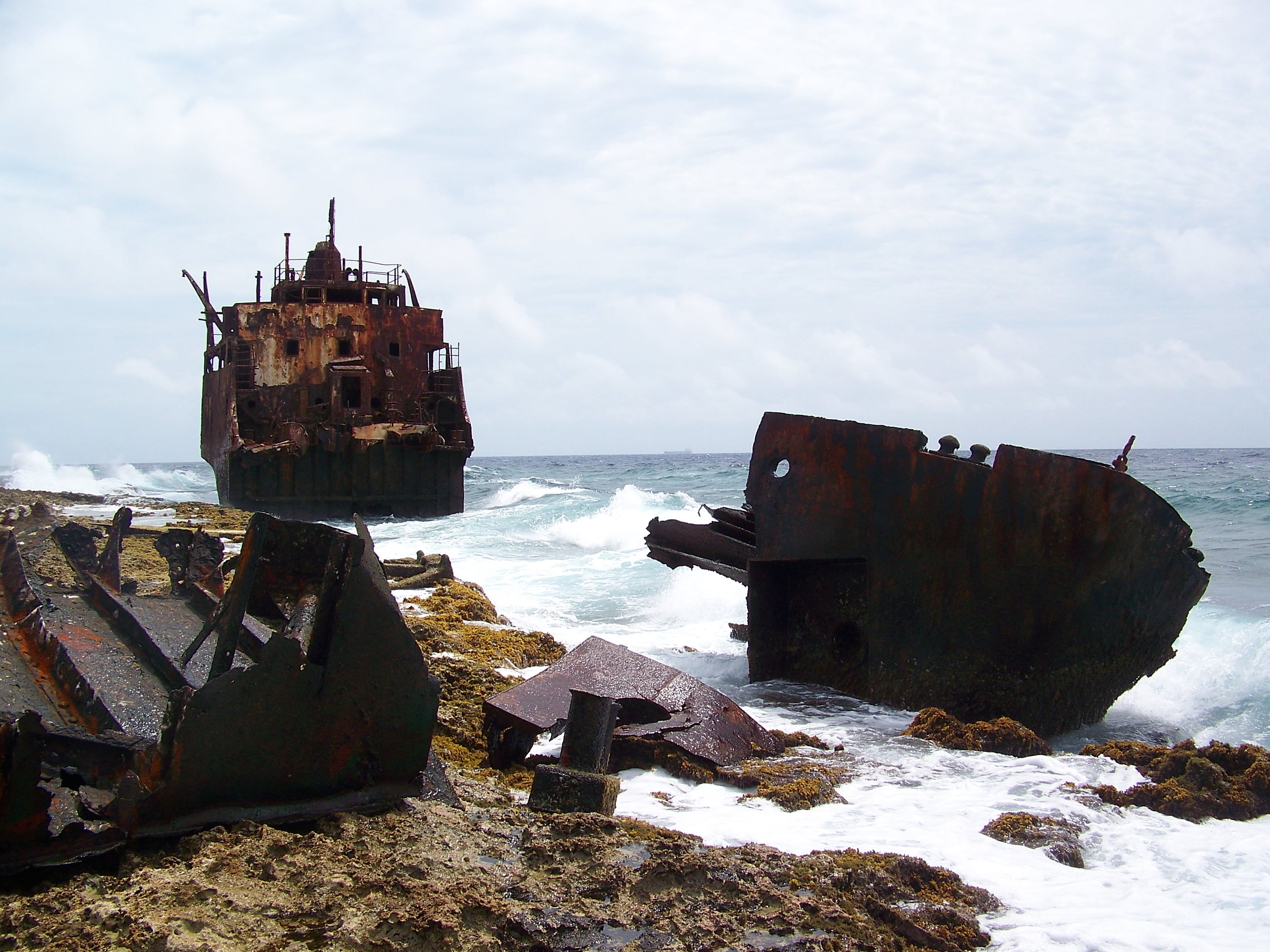
Naufragios
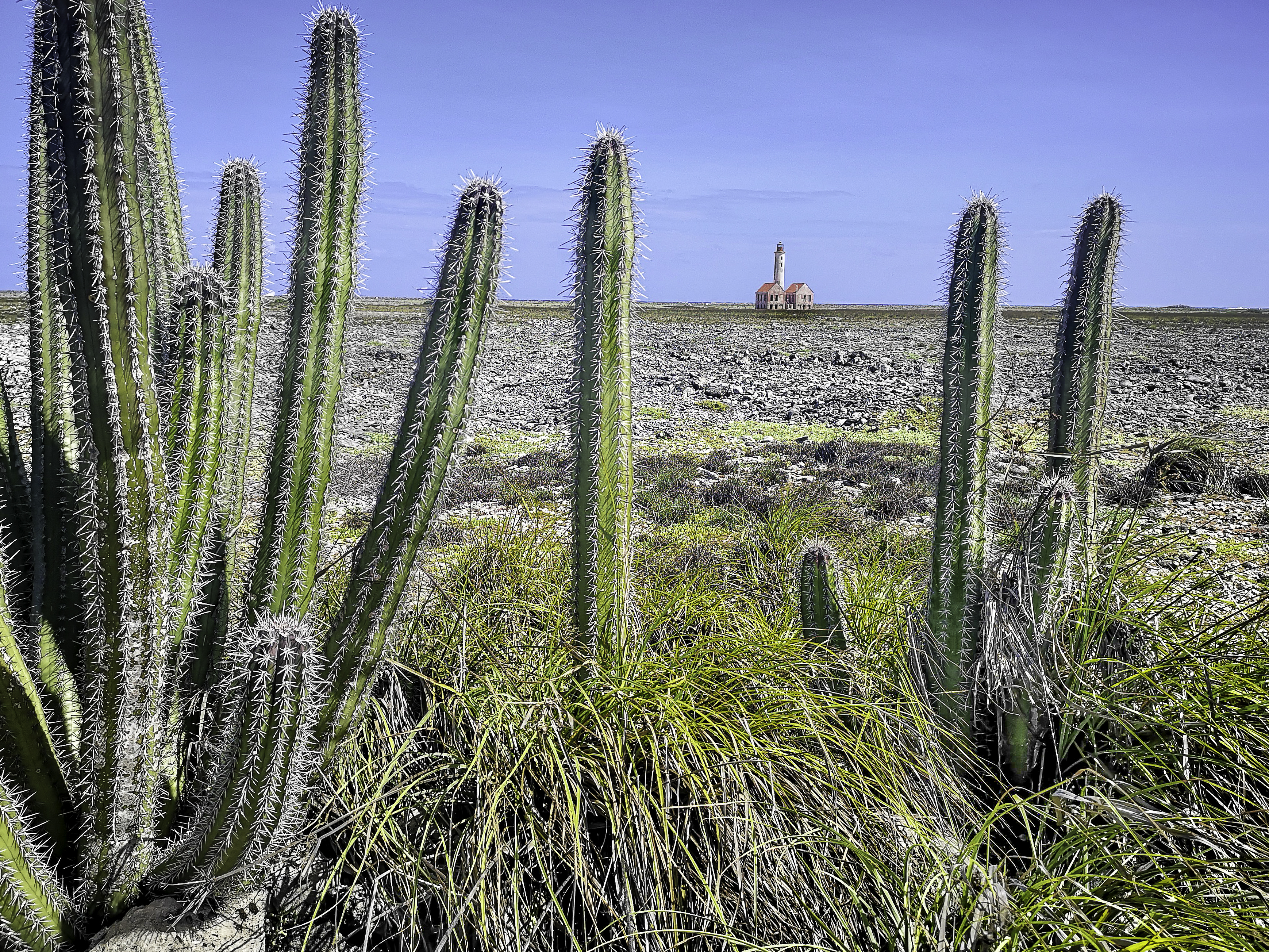